# Hrabstwo Langlade
Hrabstwo Langlade (ang. Langlade County) – hrabstwo w stanie Wisconsin w Stanach Zjednoczonych.
Obszar całkowity hrabstwa obejmuje powierzchnię 887,88 mil² (2299,6 km²). Według szacunków United States Census Bureau w roku 2009 miało 20 008 mieszkańców. Jego siedzibą administracyjną jest Antigo.
Hrabstwo zostało utworzone w 1879. Nazwa pochodzi od nazwiska Charlesa Michela de Langlade'a, handlarza futrami.
Na obszarze hrabstwa znajdują się rzeki Eau Claire, Hunting, Lily, Pine, Plover, Prairie, Trappe, Wolf oraz 841 jezior.

## Miasta
- Ackley
- Ainsworth
- Antigo – city
- Antigo – town
- Elcho
- Evergreen
- Langlade
- Neva
- Norwood
- Parrish
- Peck
- Polar
- Price
- Rolling
- Summit
- Upham
- Vilas
- Wolf River

## Wioski
- White Lake

## CDP
- Elcho
- Post Lake
- Summit Lake